# جنگ‌های استقلال
جنگ استقلال (انگلیسی: War of independence) به درگیری بر سر سرزمینی گفته می‌شود که اعلام استقلال کرده‌است. این‌گونه جنگ‌ها هنگامی آغاز می‌شوند که دولت حاکم بر آن سرزمین برای دفاع از حاکمیت خود با نیروی نظامی یا جمعیت بومی یا جدایی طلبان ساکن در آن سرزمین درگیر می‌شود. در صورتیکه حاکمیتی جدید در این سرزمین تأسیس شود به درگیری‌های مربوط به آن «جنگ استقلال» گفته می‌شود.

## نمونه‌ها

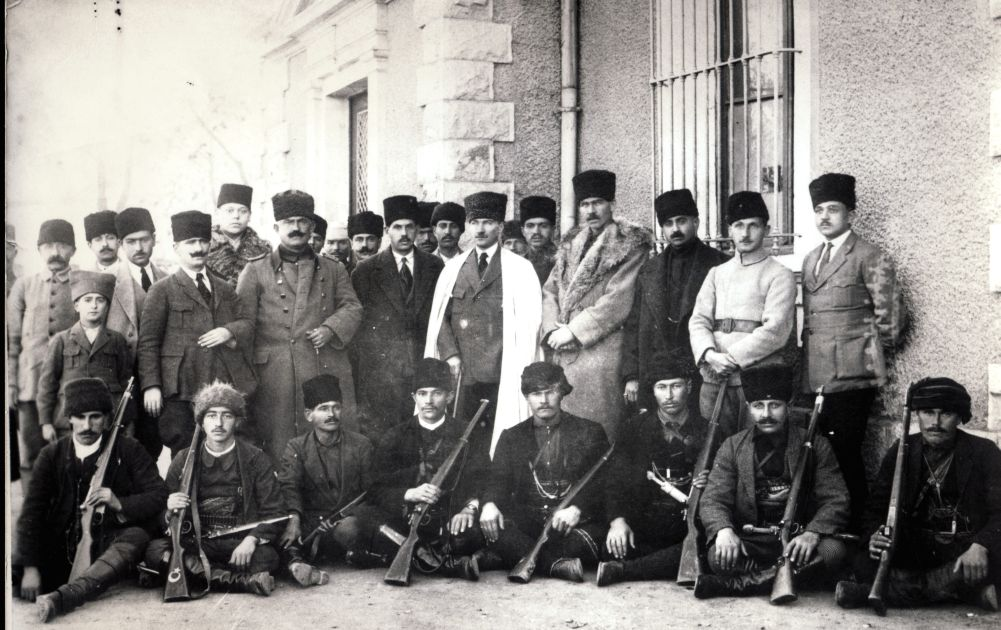
مصطفی کمال آتاترک و ائتم ددکس، در دوران جنگ استقلال ترکیه علیه متفقین (۱۹۲۰)

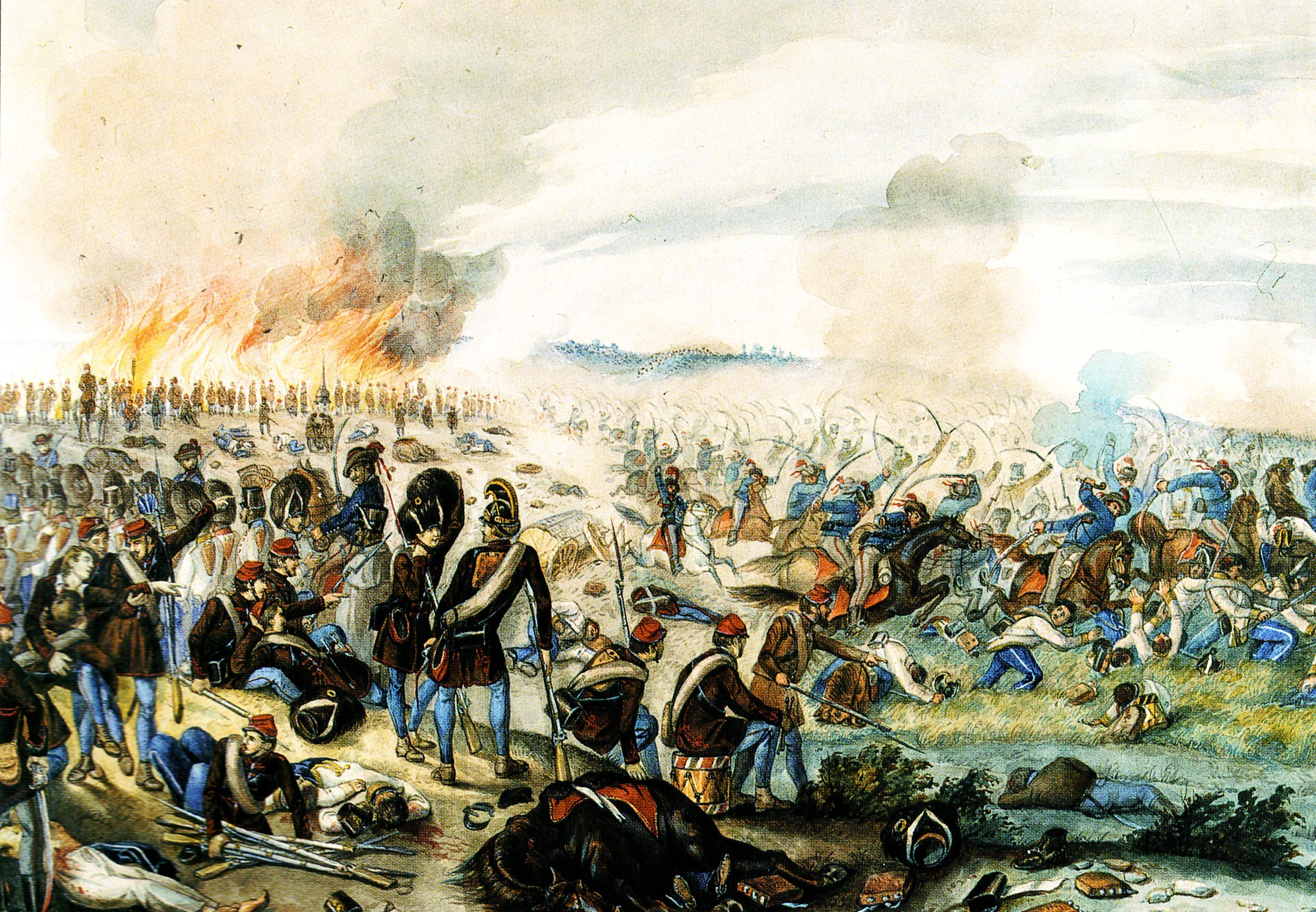
جنگ استقلال مجارستان ۱۸۴۹–۱۸۴۸

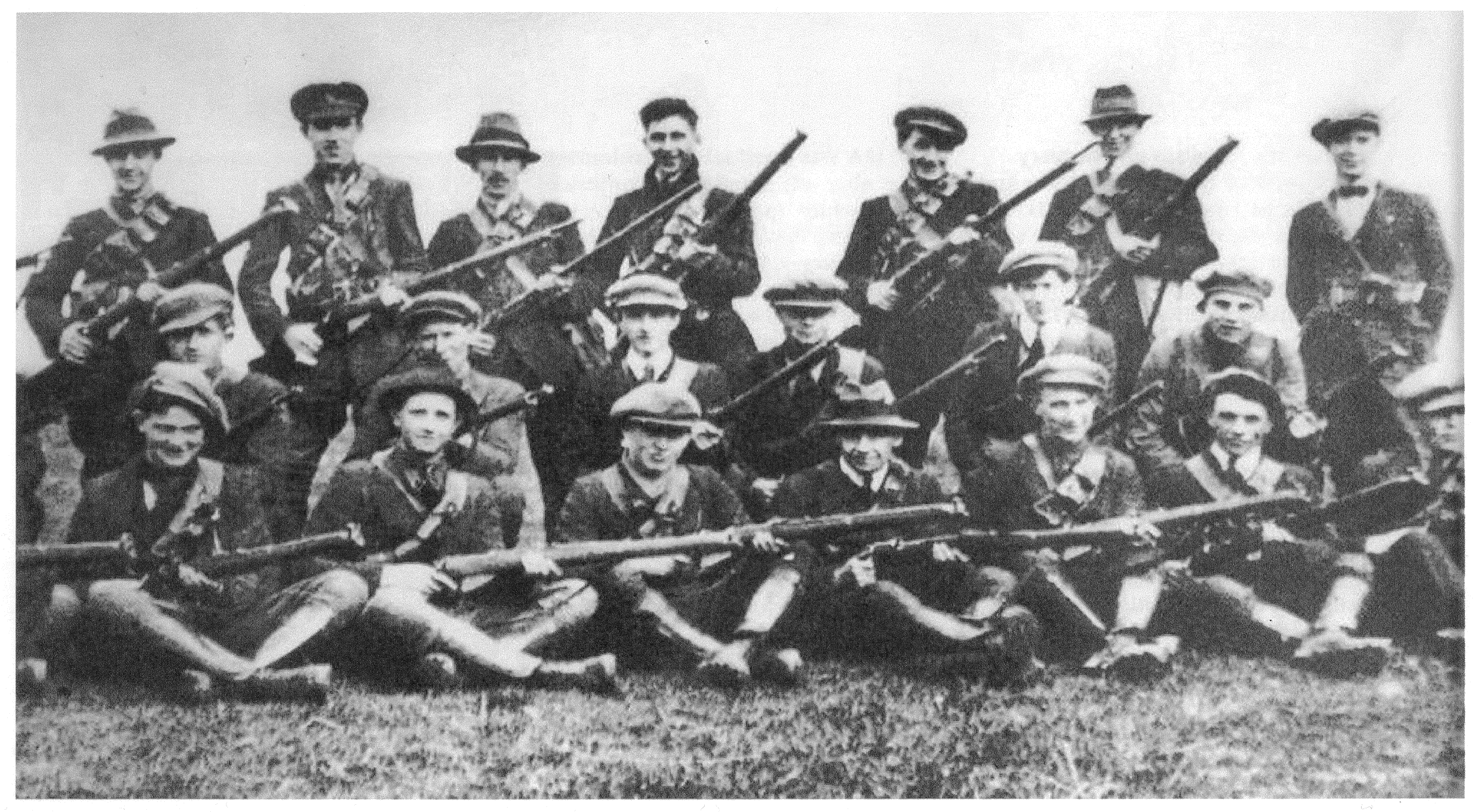
شان هوگان فرمانده یگان پرواز در طول جنگ استقلال ایرلند (۱۹۲۱–۱۹۱۹)

از نمونه‌های جنگ استقلال می‌توان به جنگ‌هایی اشاره کرد که یونان در سال‌های ۱۸۲۱ تا ۱۸۲۹ با امپراتوری عثمانی داشت. جنگ استقلال ترکیه علیه متفقین در سال ۱۹۲۰ به رهبری مصطفی کمال آتاتورک، جنگ استقلال مجارستان در سال‌های ۱۸۴۸ و ۱۸۴۹ و جنگ استقلال ایرلند در سال‌های ۱۹۱۹ تا ۱۹۲۱ از جمله این جنگ‌ها هستند.
نمونه‌هایی از جنگ استقلال عبارتند از:
- جنگ الجزایر
- جنگ داخلی آمریکا
- جنگ انقلاب آمریکا
- جنگ استقلال ایرلند
- ارتش جمهوری‌خواه ایرلند (۱۹۲۲–۱۹۱۹)
- جنگ استقلال بنگلادش
- جنگ هشتادساله
- جنگ استقلال استونی
- جنگ استقلال لیتوانی
- جنگ استقلال اریتره
- جنگ استقلال یونان
- انقلاب هائیتی
- انقلاب ۱۸۴۸ مجارستان
- شورش‌های ۱۸۵۷ در هند
- جنگ ویتنام
- وحدت ایتالیا
- جنگ فرانسه و اتریش
- شورش مکابی
- شورش مائو مائو
- جنگ مرزی جنوب آفریقا
- انقلاب فیلیپین
- جنگ یکپارچگی رومانی
- جنگ شبه‌جزیره
- جنگ آزادی‌بخش سوئد
- جنگ استقلال تگزاس
- جنگ استقلال ترکیه
- جنگ‌های یوگسلاو
- جنگ ده‌روزه
- جنگ استقلال کرواسی
- جنگ بوسنی
- جنگ کوزوو
- جنگ استقلال بولیوی
- جنگ استقلال پرو
- جنگ استقلال مکزیک
- جنگ استقلال شیلی
- جنگ‌های استقلال آمریکای لاتین
- جنگ استقلال گینه بیسائو
- نخستین جنگ استقلال اسکاتلند
- جنگ استقلال اندونزی